# 名鉄協商カーシェア カリテコ
名鉄協商カーシェア カリテコ（めいてつきょうしょうカーシェア　カリテコ）は、名鉄協商が2009年〈平成21年〉11月9日から愛知県を中心に運営しているカーシェアリング事業。

## 概要
愛知県、三重県、岐阜県、静岡県、石川県、神奈川県、東京都でサービスを行なっており、貸出拠点数は2022年5月時点で368箇所ある。

## 歴史
- 2009年11月9日 - サービス開始
- 2014年8月 - 会員者数が1万人に
- 2015年12月 - 輸入車「MINI」の導入開始

## 車種
ミニ（軽）クラス
- ホンダ・N-BOX
- ホンダ・N-WGN
- 日産・デイズ
- 日産・デイズルークス
- スズキ・ハスラー
- スズキ・ワゴンR
- ダイハツ・タント
- ダイハツ・タントカスタム
- ダイハツ・ウェイク
- ダイハツ・ムーヴ
- ダイハツ・ムーヴキャンバス
- ダイハツ・タフト
- ダイハツ・キャスト
- 三菱・ekワゴン

コンパクトクラス
- MINI COOPER
- トヨタ・ヴィッツ
- トヨタ・ヤリス
- ホンダ・フィット
- 日産・ノート
- 日産・マーチ
- スズキ・イグニス
- スズキ・スイフト
- スズキ・ソリオ

ミドルクラス
- トヨタ・プリウス
- トヨタ・プリウスPHV
- トヨタ・シエンタ
- トヨタ・カローラ
- トヨタ・カローラアクシオ
- トヨタ・カローラスポーツ
- トヨタ・C-HR
- トヨタ・ハリアー
- トヨタ・ノア
- ホンダ・フリード
- ホンダ・フリード+
- スバル・XV
- スバル・インプレッサ

プレミアムクラス
- BMW・118i
- BMW・118i play
- BMW・118i MSports
- BMW・X1 sDrive18i xLine
- トヨタ・アルファード